# يان نيكولاس
يان نيكولاس (بالهولندية: Jan Nicolaas)‏ (20 أكتوبر 1912 – 28 نوفمبر 2001) هو ملاكم هولندي راحل، مثّل بلاده في الألعاب الأولمبية الصيفية 1936.

## روابط خارجية
يان نيكولاس على موقع أوليمبيديا (الإنجليزية)